# Administration militaire de la Belgique et du Nord de la France
Ne doit pas être confondu avec Gouvernement général impérial allemand de Belgique.
1940–1944
Entités précédentes :
- Belgique
- République française (départements du Nord et du Pas-de-Calais)

Entités suivantes :
- Belgique
- République française (départements du Nord et du Pas-de-Calais)
- Reich allemand (Reichsgau Flandern, Reichsgau Wallonien et District de Bruxelles)[1]

L'Administration militaire de la Belgique et du Nord de la France (en allemand : Militärverwaltung in Belgien und Nordfrankreich) est une entité administrative militaire créée par l'Allemagne nazie qui, de 1940 à juillet 1944, regroupa la Belgique et les deux départements français du Nord et du Pas-de-Calais.

## Motivations et création
Les motivations pour l'établissement d'une telle administration étaient, pour Hitler, purement politiques et dans la droite ligne de sa vision raciale de la supériorité du « peuple germanique » et de sa stratégie de conquête d'un « espace vital ». Divers projets de constitution d'un ensemble de territoires à annexer au Reich, à l'ouest de l'Europe, avaient été envisagés à sa demande, juste avant la signature de la convention d'armistice du 22 juin 1940 (par exemple pour revenir aux frontières du traité de Westphalie de 1648, ou à celle du Bas Moyen Âge. Cependant, considérant que ses revendications territoriales et celles de Mussolini risquaient de compromettre la signature de l'armistice, il s'était ravisé provisoirement en s'abstenant de les mettre en pratique.
Une fois l'armistice signé, les Allemands appliquèrent une partie de cette politique, en particulier dans cette zone, considérée comme un espace « germano-romain », pour lequel l'opinion politique en France, en Belgique et aux Pays-Bas devait, selon eux, se rappeler « à quel point ces régions sont liées depuis toujours à l'espace néerlandais aux points de vue ethnique, historique, culturel, économique et géographique. »
Les autorités allemandes avaient de nombreux appuis de partisans de cette politique chez des nationalistes flamands, tels que le « Vlaams Nationaal Verbond » de Staf de Clercq et le « Vlaams Verbond van Frankrijk » de l'abbé Gantois, dont les outrances allèrent jusqu'à incommoder les autorités allemandes qui les jugeaient contre-productives.
Il fut donc décidé de réunir la Belgique et les deux départements français du Nord et du Pas-de-Calais au sein d'une entité administrative sous contrôle allemand.

## Organisation
L'ensemble est rattaché au commandement militaire de Bruxelles. Le général Alexander von Falkenhausen commande le tout. Il sépare le territoire en cinq secteurs régis par les Oberfeldkommandaturen de Bruxelles, Liège, Mons, Gand et Lille.

## Départements français

Carte du territoire de l'Administration militaire montrant le Nord et le Pas-de-Calais rattachés à cette entité administrative.

En ce qui concerne les deux départements français (le Nord et le Pas-de-Calais) rattachés à cette administration militaire allemande, le gouvernement de Vichy, considérant cet état de fait comme une violation de la convention d'armistice du 22 juin 1940, qui prévoyait, en son article 3, que l'ensemble du territoire soit administré par le Gouvernement français et, invoquant les graves conséquences économiques résultant de cette situation, émit, à de nombreuses reprises, des protestations qui demeurèrent sans effet, les autorités allemandes se bornant à déclarer que cela ne relevait que d'« une question d'organisation intérieure, dans le cadre d'ensemble de l'administration militaire et ne modifiait en rien leur statut juridique en tant que partie intégrante du territoire français. » Un autre argument invoqué par les Allemands était, en 1940, la nécessité pour eux de constituer une unité territoriale en vue des opérations contre l'Angleterre, mais cet argument ne convainquait nullement les Français, compte tenu de son peu de crédibilité au sens géographique et ne tint plus dès que l'opération fut abandonnée. Trois millions de Français furent donc séparés de leur patrie pendant quatre ans, mais il n'y eut pas de tentative d'annexion véritable de la part de Hitler.
Les deux départements français sont gérés depuis Lille, sous le sigle « OFK 670 », sous les ordres du général Heinrich Niehoff (de) en 1940. Il installe ses services à la chambre de commerce de Lille et s'appuie sur tout un réseau de Kommandanturen dans diverses villes de la région et de nombreux services administratifs, dont de police, secrète ou non, dans différents établissements de la ville. La manière forte règne, avec de nombreuses restrictions aux libertés individuelles. L'administration française est présente (policiers, gendarmes, argent français) mais sous contrôle étroit et de manière très encadrée, les fonctionnaires de Vichy ne peuvent venir à Lille que sur autorisations délivrées avec parcimonie, les textes réglementaires ou législatifs français ne sont applicables qu'après accord allemand. Dès décembre 1940, le pouvoir allemand se livre à des déportations de travailleurs sous couvert de recrutement d'ouvriers volontaires pour les usines allemandes. La région est saturée de propagande (radio, presse, cinéma, tracts, affiches, expositions, etc.) mise au point par la Propagandastaffel logée dans des immeubles réquisitionnés sur la Grand-Place de Lille. Celle-ci n'hésite pas à mettre en avant la supériorité de l'efficacité allemande, en particulier au niveau du ravitaillement parfois meilleur que dans le reste du pays. Les thèmes favoris de la propagande allemande demeurent les victimes et les destructions consécutives aux bombardements des Anglo-Saxons, à partir de 1942 notamment, et la lutte contre le bolchevisme. Elle mène également d'intenses campagnes pour favoriser l'engagement dans la légion SS Wallonie (28. SS-Freiwilligen-Panzergrenadier-Division Wallonien).
Toutefois, la population des deux départements demeura sourde à toutes ces sollicitations : ni la légion Wallonie, ni la Légion des volontaires français contre le bolchevisme (LVF), ni l'Organisation Todt, grande consommatrice de main-d'œuvre pour réaliser d'énormes constructions en béton telles que le mur de l'Atlantique, n'ont rencontré de grands succès dans la population. La mise en place du service du travail obligatoire, (STO), comme dans le reste du pays, ne fit que renforcer la défiance des habitants, et au contraire a renforcé les mouvements de résistance, ce qui a engendré une répression accrue, elle-même source d'une hostilité grandissante de la population.

## Fin
À partir du 18 juillet 1944, Hitler changea le statut du territoire qui devint alors le « Commissariat du Reich de Belgique et du Nord de la France » (Reichskommissariat Belgien und Nordfrankreich) ou « Commissariat du Reich pour les territoires occupés de Belgique et du Nord de la France » (Reichskommissariat für die besetzten Gebiete von Belgien und Nordfrankreich). Ce statut transitoire ne dura que quelques mois avant que le territoire soit divisé en décembre 1944 entre les Reichsgaue de Flandres et de Wallonie et le District de Bruxelles. En pratique, les territoires étaient alors déjà libérés ou en cours de libération (voir Libération de la France et Libération de la Belgique et des Pays-Bas).